# Москитос
Москитос (на испански: Golfo de los Mosquitos) е широко отворен на север залив в югозападната част на Карибско море, край северните брегове на Панама. Вдава се в сушата на 60 km, а ширината на входа му, от края на полуостров Валенте на запад до нос Мансанильо на изток, е 260 km. Максимална дълбочина – 1188 m. Бреговете му са ниски, почти праволинейни, на места заблатени. В западната чу част е разположен малкият остров Ескудо де Верагуас. Приливите са неправилни, полуденонощни, с височина до 0,6 m. В източната му част е разположен големият пристанищен град Колон, където се намира северният вход на Панамския канал. Бреговете му са открити през октомври 1502 г. от великия испански мореплавател Христофор Колумб, по време на неговата 4-та експедиция.